# 78. ročník udílení Zlatých glóbů
78. ročník udílení Zlatých glóbů se konal dne 28. února 2021 v hotelu Beverly Hilton v Beverly Hills, Los Angeles. Udílení se konalo na konci února, téměř o dvě měsíce oproti obvyklému termínu, kvůli dopadu pandemie covidu-19. Galavečer se živě vysílal na NBC a šlo o první přímý přenos konaný na obou stranách pobřeží: Tina Fey předávání moderovala z Rainbow Room v New Yorku a Amy Poehlerová z Hotelu Beverly Hilton v Los Angeles.
Hollywoodská asociace zahraničních novinářů vyhlásila nominace dne 3. února 2021. Současně také oznámila laureáty ceny Cecila B. DeMilla (Jane Fonda) a ceny Carol Burnett (Norman Lear).

## Vítězové a nominovaní
Vítěz je uveden jako první a je označen tučně.

### Film
| Nejlepší film (drama) | Nejlepší film (komedie / muzikál) |
| --- | --- |
| - Země nomádů - The Father - Mank - Nadějná mladá žena - Chicagský tribunál | - Boratův navázaný telefilm - Hamilton - Music - Palm Springs - The Prom |
| Nejlepší herec (drama) | Nejlepší herečka (drama) |
| - Chadwick Boseman – Ma Rainey – matka blues jako Levee Green (in memoriam) - Riz Ahmed – Zvuk metalu jako Ruben Stone - Anthony Hopkins – The Father jako Anthony - Gary Oldman – Mank jako Herman J. Mankiewicz - Tahar Rahim – Mauritánec: Deník z Guantánama jako Mohamedou Ould Salahi | - Andra Day – The United States vs. Billie Holiday jako Billie Holiday - Viola Davis – Ma Rainey – matka blues jako Ma Rainey - Vanessa Kirby – Střípky ženy jako Martha Weiss - Frances McDormandová – Země nomádů jako Fern - Carey Mulligan – Nadějná mladá žena jako Cassandra „Cassie“ Thomas                                                                                          |
| Nejlepší herec (komedie / muzikál) | Nejlepší herečka (komedie / muzikál) |
| - Sacha Baron Cohen – Boratův navázaný telefilm jako Borat Sagdiyev - James Corden – The Prom jako Barry Glickman - Lin-Manuel Miranda – Hamilton jako Alexander Hamilton - Dev Patel – Kouzelný svět Davida Copperfielda jako David Copperfield - Andy Samberg – Palm Springs jako Nyles   | - Rosamund Pike – Jako v bavlnce jako Marla Grayson - Maria Bakalova – Boratův navázaný telefilm jako Tutar Sagdiyev - Kate Hudson – Music jako Kazu Gamble - Michelle Pfeifferová – Po francouzsku jako Frances Price - Anya Taylor-Joy – Emma. jako Emma Woodhouse |
| Nejlepší herec ve vedlejší roli | Nejlepší herečka ve vedlejší roli |
| - Daniel Kaluuya – Jidáš a černý mesiáš jako Fred Hampton - Sacha Baron Cohen – Chicagský tribunál jako Abbie Hoffman - Jared Leto – Střípky jako Albert Sparma - Bill Murray – V úskalí jako Felix Keane - Leslie Odom Jr. – Noc v Miami. . . jako Sam Cooke                               | - Jodie Foster – Mauritánec: Deník z Guantánama jako Nancy Hollander - Glenn Close – Americká elegie jako Bonnie „Mamaw“ Vance - Olivia Colmanová – The Father jako Anne - Amanda Seyfriedová – Mank jako Marion Davies - Helena Zengel – Zprávy ze světa jako Johanna Leonberger |
| Nejlepší režisér | Nejlepší scénář |
| - Chloé Zhaová – Země nomádů - Emerald Fennell – Nadějná mladá žena - David Fincher – Mank - Regina Kingová – Noc v Miami. . . - Aaron Sorkin – Chicagský tribunál | - Aaron Sorkin – Chicagský tribunál - Emerald Fennell – Nadějná mladá žena - Jack Fincher – Mank (in memoriam) - Florian Zeller a Christopher Hampton – Otec - Chloé Zhaová – Země nomádů |
| Nejlepší hudba | Nejlepší filmová píseň |
| - Trent Reznor, Atticus Ross, a Jon Batiste – Duše - Trent Reznor a Atticus Ross – Mank - James Newton Howard – Zprávy ze světa - Alexandre Desplat – Půlnoční nebe - Ludwig Göransson – Tenet                                                                                              | - „Io sì (Seen)“ (Niccolò Agliardi, Laura Pausini & Diane Warren) – Život před sebou - „Fight for You“ (D'Mile, H.E.R. & Tiara Thomas) – Jidáš a černý mesiáš - „Hear My Voice“ (Celeste & Daniel Pemberton) – Chicagský tribunál - „Speak Now“ (Sam Ashworth & Leslie Odom Jr.) – Noc v Miami. . . - „Tigress & Tweed“ (Andra Day & Raphael Saadiq) – The United States vs. Billie Holiday |
| Nejlepší animovaný film | Zlatý glóbus za nejlepší cizojazyčný film |
| - Duše - Croodsovi: Nový věk - Frčíme - Až na Měsíc - Vlkochodci | - Minari (USA) - Chlast (Dánsko) - La Llorona (Guatemala, Francie) - Život před sebou (Itálie) - Taková láska (Francie, USA) |

### Filmy s více nominacemi
Následující filmy získaly více nominací:
| Nominací | Film                                 |
| -------- | ------------------------------------ |
| 6        | Mank                                 |
| 5        | Chicagský tribunál                   |
| 4        | The Father                           |
| 4        | Země nomádů                          |
| 4        | Nadějná mladá žena                   |
| 3        | Borat Subsequent Moviefilm           |
| 3        | One Night in Miami                   |
| 2        | Hamilton                             |
| 2        | Judas and the Black Messiah          |
| 2        | Život před sebou                     |
| 2        | Ma Rainey – matka blues              |
| 2        | The Mauritanian                      |
| 2        | Music                                |
| 2        | Zprávy ze světa                      |
| 2        | Palm Springs                         |
| 2        | The Prom                             |
| 2        | Duše                                 |
| 2        | The United States vs. Billie Holiday |

### Televize
| Nejlepší seriál (drama) | Nejlepší seriál (komedie / muzikál) |
| --- | --- |
| - Koruna - Lovecraftova země - The Mandalorian - Ozark - Ratchedová | - Městečko Schitt's Creek - Emily in Paris - Letuška - Veliká - Ted Lasso |
| Nejlepší herec v seriálu (drama) | Nejlepší herečka v seriálu (drama) |
| - Josh O'Connor – Koruna jako princ Charles - Jason Bateman – Ozark jako Martin „Marty“ Byrde - Bob Odenkirk – Volejte Saulovi jako Saul Goodman - Al Pacino – Velký lov jako Meyer Offerman - Matthew Rhys – Perry Mason jako Perry Mason                             | - Emma Corrin – Koruna jako princezna Diana - Olivia Colmanová – Koruna jako královna Alžběta II. - Jodie Comer – Na mušce jako Villanelle - Laura Linneyová – Ozark jako Wendy Byrde - Sarah Paulson – Ratchedová jako sestra Ratchedová                                       |
| Nejlepší herec v seriálu (komedie / muzikál) | Nejlepší herečka v seriálu (komedie / muzikál) |
| - Jason Sudeikis – Ted Lasso jako Ted Lasso - Don Cheadle – Černé pondělí jako Maurice Monroe - Nicholas Hoult – Veliká jako Petr III. Ruský - Eugene Levy – Městečko Schitt’s Creek jako Johnny Rose - Ramy Youssef – Ramy jako Ramy Hassan                           | - Catherine O’Hara – Městečko Schitt’s Creek jako Moira Rose - Lily Collins – Emily in Paris jako Emily Cooper - Kaley Cuoco – Letuška jako Cassie Bowden - Elle Fanning – Veliká jako Kateřina Veliká - Jane Levy – Zoey's Extraordinary Playlist jako Zoey Clarke             |
| Nejlepší herec v minisérii nebo TV filmu | Nejlepší herečka v minisérii nebo TV filmu |
| - Mark Ruffalo – Bludné kruhy jako Dominick/Thomas Birdsey - Bryan Cranston – Your Honor jako Michael Desiato - Jeff Daniels – The Comey Rule jako James Comey - Hugh Grant – Mělas to vědět jako Jonathan Fraser - Ethan Hawke – The Good Lord Bird jako John Brown   | - Anya Taylor-Joy – Dámský gambit jako Beth Harmon - Cate Blanchett – Mrs. America jako Phyllis Schlaflyová - Daisy Edgar-Jones – Normální lidi jako Marianne Sheridan - Shira Haas – Neortodoxní jako Esther „Esty“ Shapiro - Nicole Kidman – Mělas to vědět jako Grace Fraser |
| Nejlepší herec ve vedlejší roli v seriálu, minisérii nebo TV filmu | Nejlepší herečka ve vedlejší roli v seriálu, minisérii nebo TV filmu |
| - John Boyega – Sekerka jako Leroy Logan - Brendan Gleeson – The Comey Rule jako prezident Donald Trump - Dan Levy – Městečko Schitt’s Creek jako David Rose - Jim Parsons – Hollywood jako Henry Willson - Donald Sutherland – Mělas to vědět jako Franklin Reinhardt | - Gillian Anderson – Koruna jako Margaret Thatcherová - Helena Bonham Carter – Koruna jako princezna Margaret - Julia Garner – Ozark jako Ruth Langmore - Annie Murphy – Městečko Schitt’s Creek jako Alexis Rose - Cynthia Nixonová – Ratchedová jako Gwendolyn Briggs         |
| Nejlepší minisérie nebo TV film | |
| - Dámský gambit - Normální lidi - Sekerka - Mělas to vědět - Neortodoxní | |

### Seriály s více nominacemi
Následující seriály získaly více nominací:
| Nominace | Seriály                 |
| -------- | ----------------------- |
| 6        | Koruna                  |
| 5        | Městečko Schitt's Creek |
| 4        | Ozark                   |
| 4        | Mělas to vědět          |
| 3        | Veliká                  |
| 3        | Ratchedová              |
| 2        | The Comey Rule          |
| 2        | Emily in Paris          |
| 2        | Letuška                 |
| 2        | Normální lidi           |
| 2        | Dámský gambit           |
| 2        | Sekerka                 |
| 2        | Ted Lasso               |
| 2        | Neortodoxní             |